# بوسنگه
بوسنگه (به صربی: Busenje) یک روستا در صربستان است که در Sečanj Municipality واقع شده‌است. بوسنگه ۶۴ نفر جمعیت دارد و ۵۷ متر بالاتر از سطح دریا واقع شده‌است.